# Chöch nuur
Chöch nuur (Chuch nuur, Chuchnuur) – słodkowodne jezioro w północno-wschodniej Mongolii.
Leży na wysokości 566 m n.p.m. (według innych danych 552 m n.p.m.) i jest najniżej położonym punktem w Mongolii. Na jeziorze jest wyspa Chüjs. Duża liczba ryb, obecność wysp i położenie w pobliżu szlaków migracji powoduje, że jezioro to jest znane z różnorodnego ptactwa wodnego. W wielu turystycznych przewodnikach podaje się, że nad Choch-nuur odbył się w 1206 kurułtaj, na którym uznano Czyngis-chana za wodza ludów Wielkiego Stepu, jednak większość naukowych źródeł lokuje ten kurułtaj u źródeł Ononu, a więc w innym miejscu.